# Viškovci (Pleternica)
Viškovci je naselje u Republici Hrvatskoj u Požeško-slavonskoj županiji, u sastavu grada Pleternice.

## Zemljopis
Viškovci su smješti oko 6 km zapadno od Pleternice,  susjedna naselja su Novoselci na sjeveru, Srednje Selo na zapadu te Blacko na istoku .

## Stanovništvo
Prema popisu stanovništva iz 2011. godine Viškovci su imali 234 stanovnika.
| broj stanovnika | 81    | 83    | 91    | 143   | 201   | 201   | 209   | 214   | 190   | 190   | 203   | 232   | 239   | 271   | 270   | 234   | 160   |
|                 | 1857. | 1869. | 1880. | 1890. | 1900. | 1910. | 1921. | 1931. | 1948. | 1953. | 1961. | 1971. | 1981. | 1991. | 2001. | 2011. | 2021. |